# Six Shooter Canyon
Six Shooter Canyon – jednostka osadnicza w Stanach Zjednoczonych, w stanie Arizona, w hrabstwie Gila.